# Josef Burda (Vlajka)
Josef Burda (20. prosince 1893 Praha – 27. června 1946 Praha Věznice Pankrác) byl významný člen protektorátní Vlajky.

## Život a kariéra
Po absolvování střední obchodní školy se Burda věnoval podnikání v různých oborech. Řadu let strávil v Německu jako boxerský manažer, byl také spolumajitelem sázkové kanceláře a věnoval se dalším obdobným činnostem. Za své aktivity byl vypovězen z Německa a v Československu finančně postihován. V letech 1937–1938 žil ve Francii.[zdroj?]
V červenci 1938 se vrátil do Československa a vstoupil do Vlajky, kde patřil ke skupině Jana Ryse-Rozsévače. V červnu 1939 byl jmenován ředitelem vydavatelství Vlajky a poté i jeho hospodářským vedoucím. Později zastával několik funkcí a zabýval se zejména finančními problémy Vlajky, které často řešil i za pomoci vydírání.[zdroj?] V červnu 1944 se Burda dostal do exekuce za nesplácenou bankovní půjčku ve výši 500 000 K, jež měla finanční potíže Vlajky řešit. 
Na začátku roku 1943 byl Josef Burda v rámci likvidace Vlajky německou okupační správou zatčen gestapem. Spolu s Janem Rysem pak byl 26. května 1943 odvezen do koncentračního tábora Dachau. Po jeho osvobození se vrátil do Československa, kde spolu s dalšími členy Vlajky stanul před soudem. Burda byl odsouzen k trestu smrti a v červnu 1946 popraven.

## Galerie

Vlajkaři před vykonáním trestu
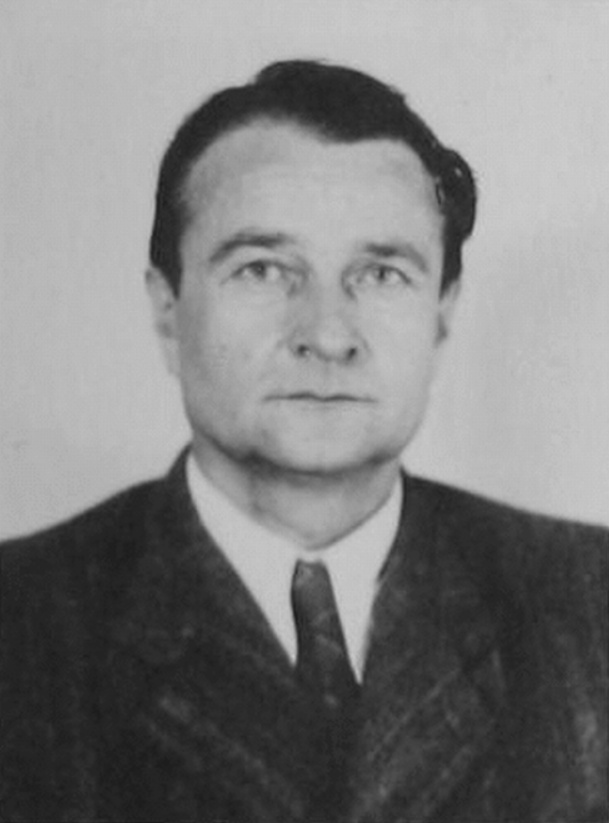
Josef Rozsévač
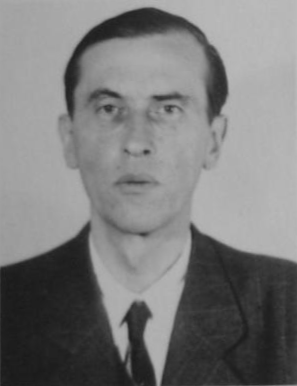
Jaroslav Čermák